# Discografia di Enrico Nigiotti
La discografia di Enrico Nigiotti, cantautore e chitarrista italiano, è costituita da quattro album in studio, un EP, diciassette singoli e sedici video musicali, pubblicati dal 2008.

## Album in studio
| Anno                                                         | Titolo | Classifiche | Certificazioni | Unità          |
| Anno                                                         | Titolo | ITA         | Certificazioni | Unità          |
| ------------------------------------------------------------ | --- | ----------- | -------------- | -------------- |
| 2010                                                         | Enrico Nigiotti - Pubblicato: 26 marzo 2010 - Etichetta: Sony Music - Formati: CD, download digitale, LP, streaming                     | 44          |                |                |
| 2015                                                         | Qualcosa da decidere - Pubblicato: 12 febbraio 2015 - Etichetta: Universal Music Italia - Formati: CD, download digitale, LP, streaming | —           |                |                |
| 2018                                                         | Cenerentola - Pubblicato: 15 settembre 2018 - Etichetta: Sony Music - Formati: CD, download digitale, LP, streaming                     | 15          | - ITA: Oro     | - ITA: 25 000+ |
| 2020                                                         | Nigio - Pubblicato: 14 febbraio 2020 - Etichetta: Sony Music - Formati: CD, download digitale, LP, streaming                            | 23          |                |                |
| "—" indica una pubblicazione non classificata in quel paese. | |             |                |                |

## Extended play
| Anno | Titolo | Classifiche |
| Anno | Titolo | ITA         |
| ---- | --- | ----------- |
| 2017 | L'amore è - Pubblicato: 8 dicembre 2017 - Etichetta: RCA Records - Formati: CD, download digitale, streaming | 29          |

## Singoli
| Anno                                                         | Titolo                        | Classifiche | Certificazioni       | Unità           | Album di provenienza |
| Anno                                                         | Titolo                        | ITA         | Certificazioni       | Unità           | Album di provenienza |
| ------------------------------------------------------------ | ----------------------------- | ----------- | -------------------- | --------------- | -------------------- |
| 2008                                                         | Addio                         | —           |                      |                 | Enrico Nigiotti      |
| 2015                                                         | Qualcosa da decidere          | 69          | Qualcosa da decidere |                 |                      |
| 2015                                                         | Ora che non è tardi           | —           | Qualcosa da decidere |                 |                      |
| 2016                                                         | Il ritmo dell'amore           | —           | Qualcosa da decidere |                 |                      |
| 2017                                                         | L'amore è                     | 4           | - ITA: Platino (2)   | - ITA: 100 000+ | L'amore è            |
| 2018                                                         | Nel silenzio di mille parole  | —           |                      |                 | Cenerentola          |
| 2018                                                         | Complici (con Gianna Nannini) | 31          | - ITA: Oro           | - ITA: 25 000+  | Cenerentola          |
| 2019                                                         | Nonno Hollywood               | 11          | - ITA: Oro           | - ITA: 25 000+  | Cenerentola          |
| 2019                                                         | Notturna                      | —           |                      |                 | Nigio                |
| 2020                                                         | Baciami adesso                | 28          | - ITA: Oro           | - ITA: 50 000+  | Nigio                |
| 2020                                                         | Para el sol                   | —           |                      |                 | Nigio                |
| 2021                                                         | Notti di luna                 | —           |                      |                 | Nigio                |
| 2023                                                         | Ninna nanna                   | —           | /                    |                 |                      |
| 2024                                                         | In punta di piedi             | —           | /                    |                 |                      |
| 2024                                                         | Occhi grandi                  | —           | /                    |                 |                      |
| 2024                                                         | Tu sei per me                 | 91          | /                    |                 |                      |
| 2025                                                         | Passatempo                    | —           | /                    |                 |                      |
| "—" indica una pubblicazione non classificata in quel paese. |                               |             |                      |                 |                      |

## Collaborazioni
| Anno | Titolo                                                    | Classifiche | Album di provenienza |
| Anno | Titolo                                                    | ITA         | Album di provenienza |
| ---- | --------------------------------------------------------- | ----------- | -------------------- |
| 2024 | Sopra la stessa barca (Olly e Jvli feat. Enrico Nigiotti) | 62          | Tutta vita           |

## Autore per altri artisti
| Anno | Titolo           | Artista          | Album di provenienza |
| ---- | ---------------- | ---------------- | -------------------- |
| 2018 | Le due finestre  | Laura Pausini    | Fatti sentire        |
| 2018 | Ho bisogno di te | Eros Ramazzotti  | Vita ce n'è          |
| 2020 | Cuore di mare    | Jacopo Ottonello | Colori               |
| 2024 | Iena             | Kia              | /                    |

## Video musicale
| Anno | Titolo                       | Regista               |
| ---- | ---------------------------- | --------------------- |
| 2008 | Addio                        | —                     |
| 2015 | Qualcosa da decidere         | Samuele Dalò          |
| 2015 | Ora che non è tardi          | Franco Cristaldi      |
| 2017 | L'amore è                    | Federico Cangianiello |
| 2018 | Nel silenzio di mille parole | Giacomo Triglia       |
| 2018 | Complici                     | Gaetano Morbioli      |
| 2019 | Nonno Hollywood              | Fabrizio Cestari      |
| 2019 | Notturna                     | Fabrizio Cestari      |
| 2020 | Baciami adesso               | Fabrizio Cestari      |
| 2020 | Para el sol                  | Fabrizio Cestari      |
| 2021 | Notti di luna                | Fabrizio Cestari      |
| 2023 | Ninna nanna                  | Fabrizio Cestari      |
| 2024 | In punta di piedi            | Fabrizio Cestari      |
| 2024 | Occhi grandi                 | Fabrizio Cestari      |
| 2024 | Tu sei per me                | Fabrizio Cestari      |
| 2025 | Passatempo                   | Fabrizio Cestari      |